# Katarzyna Kuziak
Katarzyna Ewa Kuziak – polska ekonomistka, dr hab. nauk ekonomicznych, profesor nadzwyczajny Katedry Inwestycji Finansowych i Zarządzania Ryzykiem Wydziału Ekonomii i Finansów Uniwersytetu Ekonomicznego we Wrocławiu.

## Życiorys
5 października 2000 obroniła pracę doktorską Arbitraż w teorii i praktyce rynków finansowych, 21 czerwca 2012 habilitowała się na podstawie pracy zatytułowanej Pomiar ryzyka przedsiębiorstwa. Modele pomiaru i ich ryzyko. Pracowała w Instytucie Zarządzania Finansami na Wydziale Zarządzania i Informatyki Akademii Ekonomicznej im. Oskara Langego we Wrocławiu. 
Jest zatrudniona na stanowisku profesora nadzwyczajnego w Katedrze Inwestycji Finansowych i Zarządzania Ryzykiem na Wydziale Ekonomii i Finansów Uniwersytetu Ekonomicznego we Wrocławiu.